# Relatively Speaking (obra de 2011)
Relatively Speaking es una obra de teatro dirigida por John Turturro estrenada en 2011. Se trata de tres comedias de un acto tituladas "Talking Cure", "George is Dead" y "Honeymoon Motel", y escritas por Ethan Coen, Elaine May y Woody Allen respectivamente. Relatively Speaking es el debut de Turturro como director en Broadway.

## Estreno
La obra fue estrenada el 20 de octubre de 2011 en el Brooks Atkinson Theatre de Broadway. Su última función fue el 29 de enero de 2012.